# 난부 유키노부

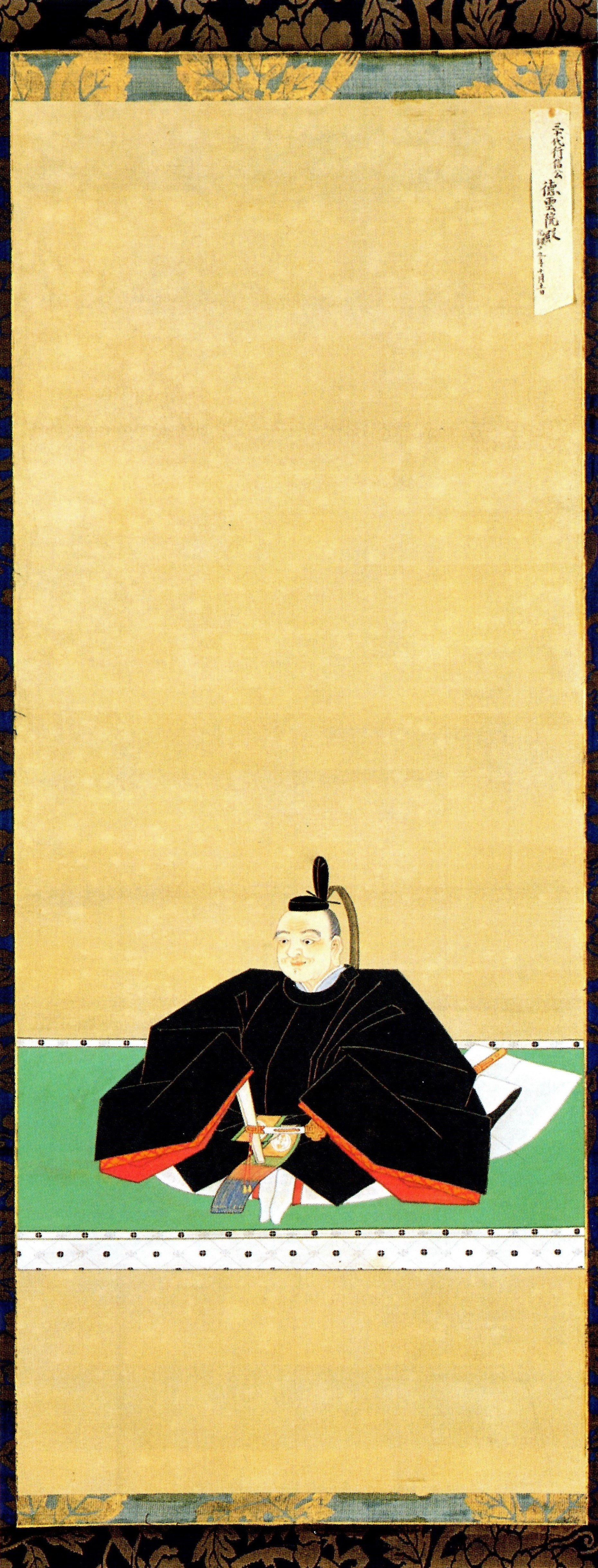
난부 유키노부

난부 유키노부(일본어: 南部行信, 1642년 9월 11일 ~ 1702년 11월 29일)는 모리오카번의 4대 번주이다. 어릴적 이름은 야우치(八内)이며, 관위는 종4위하, 시나노노카미(信濃守)이다.
3대 번주 난부 시게노부의 맏아들로 모리오카에서 태어났다. 1664년, 아버지가 번주가 되자 세자로 지명되어 1666년에 종5위하 시나노노카미에 서임되었다. 1692년, 아버지가 은거함에 따라 그 뒤를 이어 번주가 되었다. 그러나 유키노부 취임 후 가즈노 금광을 비롯한 영내 금광의 산출량 감소, 1694년의 대흉작과 이듬해의 대기근, 연이어진 흉작과 4만 명의 아사자 발생 등으로 번 재정은 악화되었다. 이에 농지 개간, 검약령, 세제 개혁, 군마 사육 의무 면제 등 여러 가지 재정 개혁을 시도했으나, 1702년에 2만 6천 명의 아사자를 내는 등 효과는 없었다. 낙심한 유키노부는 정치에 뜻을 잃고 문화 생활과 유학에 몰두하였다. 특히 그는 포술에 능했는데, 유키노부 유파를 창설하여 쇼군 도쿠가와 이에쓰나 앞에서 포술을 선보이기도 했다. 1702년에 아버지가 사망하였는데 유키노부도 그 뒤를 따르듯이 61세의 나이로 모리오카에서 사망하였다. 셋째 아들 노부오키가 그 뒤를 이었다.
| 전임 난부 시게노부 | 제4대 모리오카번 번주 1692년 ~ 1702년 | 후임 난부 노부오키 |